# Жураківський Василь Іванович
Жураківський Василь Іванович — український поет, член Національної спілки письменників України та Херсонської обласної організації Спілки журналістів України.

## Біографія
Василь Жураківський народився 01 липня 1960 року у с. Шубівка Кагарлицького району Київської області.
Після здобуття загальної середньої освіти, навчався у Київському будівельному технікумі транспортного будівництва, який закінчив у 1982 році.
З 1982 по 1988 рік працював на работах з мостобудівництва у Херсонській та Миколаївській областях.
У 1993 році заочно закінчив Київський національний університет імені Тараса Шевченка, в якому навчався на факультеті журналістики.
З 1989 по 1993 рік працював кореспондентом обласної профспілкової газети «Трибуна».
У 1993—1999 роках перебував на посаді заступника голови організації Всеукраїнського товариства «Просвіта» імені Тараса Шевченка. З 1993 по 2006 рік був заступником голови Херсонської обласної організації НСПУ;  протягом 2005—2008 років –  головою Херсонського літературного об'єднання «Кулішева криниця».

## Творча діяльність
Перша збірка поезій Василя Жураківського під назвою «Приходять люди до ріки» була надрукована у 1991 році. У 1994 році була видана наступна поетична збірка «Не розминуся з Україною». У 2003 році автор опублікував вірші для дітей у збірці «Я люблю ходить до школи».
Його вірші друкувалися в місцевих, обласних та республіканських газетах, журналах та літературних альманахах, серед яких: «Молодь України», «Літературна Україна», «Дніпро», «Сільські обрії», «Степ», а також увійшли до колективних збірників «Таврія поетична», «Вежі та вітрила», «Степова симфонія», «25. Антологія творів херсонських авторів»; транслювались по радіо та на телебаченні.
Тематикою творів Василя Жураківського є рідна мова, духовна пам'ять, природа. Представлена інтимна ліріка.
Крім того, Василь Жураківський відомий як літературний редактор та тривалий час редагує твори місцевих авторів: Миколи Братана, Валерія Кулика, Павла Підлипняка, Олега Олексюка, Таїсії Щерби.

## Нагороди
У 1993 році був відзначений  літературною премією ім. Василя Симоненка за поетичну збірку «Приходять люди до ріки».